# Christophe Plantin
Christophe Plantin [christof planten] (asi 1520, Saint-Avertin - 1. červenec 1589, Antverpy) byl francouzsko-belgický tiskař a nakladatel. Ve svém antverpském nakladatelství vydal 1 600 knih, které vynikaly krásným písmem, kvalitním papírem a přesností tisku. Byl schopný tisknout ve všech tehdejších evropských jazycích.
Knihtiskařství se vyučil v Caen a v Lyonu. V Antverpách se usadil roku 1549. V roce 1555 si otevřel knihtiskařskou dílnu. V roce 1563 dal firmě formu družstva, v jehož čele sám stál. Roku 1570 byl jmenován královským typografem. K jeho největším úspěchům patřilo vydání osmisvazkové vícejazyčné Bible (1568–1573), pod názvem Biblia regia, protože vydání podpořil španělský král Filip II. Vytvořil také firemní znak - z mraků se nořící ruka se zlatým kružítkem, kolem kterého se vine páska se slovy „Labore et constantiæ“. Když v Antverpách vypukly nepokoje, založil vě pobočky, v Paříži a v Leidenu, které vedl jeho syn. Jako první nakladatel začal k ilustracím užívat mědiryt namísto dřevorytu, i když to znamenalo značnou technickou komplikaci: mědiryty se musí tisknout na jiném lisu než sazba a dřevoryty.